# Luboš Schorný
Luboš Schorný (* 11. März 1975) ist ein tschechischer Biathlet in der Teildisziplin Crosslauf-Sommerbiathlon.
Luboš Schorný von St. Město p. L. nahm erstmals bei den Sommerbiathlon-Weltmeisterschaften 2000 in Chanty-Mansijsk an einem internationalen Großereignis teil und wurde dort 29. des Sprints, 19. der Verfolgung und mit der Staffel Fünfter. Drei Jahre später in Forni Avoltri konnte der Tscheche mit 17. Rängen in Sprint und Verfolgung, 19 im Massenstart sowie dem fünften Platz mit der Staffel ähnliche Ergebnisse erreichen. 2004 konnte Schorný als Zehnter des Massenstarts erstmals unter die besten Zehn laufen. Im Sprint kamen ein 15. Rang, in der Verfolgung Platz 21 hinzu. Eine Medaille im Staffelrennen verpasste er gemeinsam mit Petr Garabík, Jaroslav Soukup und Zdeněk Vítek als Viertplatzierter knapp. Weniger erfolgreich verliefen die Sommerbiathlon-Weltmeisterschaften 2007 in Otepää, wo er 28. im Sprint und 23. in der Verfolgung wurde. Weitaus bessere Resultate erreichte Schorný bei den Sommerbiathlon-Weltmeisterschaften 2008 in der Haute-Maurienne, wo er als Achter des Sprints und Fünfter der Verfolgung erstmals einstellige Ergebnisse erreichte. Erneut weniger erfolgreich waren für den Tschechen die Sommerbiathlon-Weltmeisterschaften 2009 im heimischen Oberhof. Im Sprint erreichte Schorný Platz 23, im Verfolgungsrennen wurde er 20.
Seine größten Erfolge feierte Schorný bei Sommerbiathlon-Europameisterschaften. 2006 gewann er in Cēsis mit Pavla Matyásová, Zdeňka Vejnarová und Jaroslav Soukup im Mixed-Staffelrennen die Bronzemedaille. Mit Matyásová, Michaela Balatková und Pavel Shuchánek konnte Schorný diesen Erfolg 2007 in Tysowets wiederholen. Noch besser lief es 2008 in Bansko, wo er gemeinsam mit Barbora Tomešová, Matyásová und Petr Balcar hinter den Russen Silber gewann. Auch 2009 in Nové Město na Moravě konnte er wieder eine Mixed-Staffelmedaille gewinnen, nun mit Tomešová, Vejnarová und Soukup Bronze. Zudem erreichte er im Sprint Platz 19, im Massenstart wurde er Zehnter. 2010 kamen in Osrblie ein 20. Rang im Sprint, ein 16. Platz in der Verfolgung und Platz vier mit der Mixed-Staffel hinzu. Im Jahr darauf erreichte Schorný den 15. Rang im Sprint, wurde Zehnter der Verfolgung und gewann mit Pavla Schorná (ehemals Matyásová), Eva Puskarčíková und Václav Bitala einmal mehr Mixed-Staffelbronze.